# Alles ist die Sekte
Alles ist die Sekte (A.i.d.S.), ehem. Royal TS ist ein deutsches Hip-Hop-Duo, bestehend aus den beiden Rappern Sido und B-Tight. Gemeinsam bildeten sie den Kern der Rap-Gruppierung Die Sekte.

## Geschichte

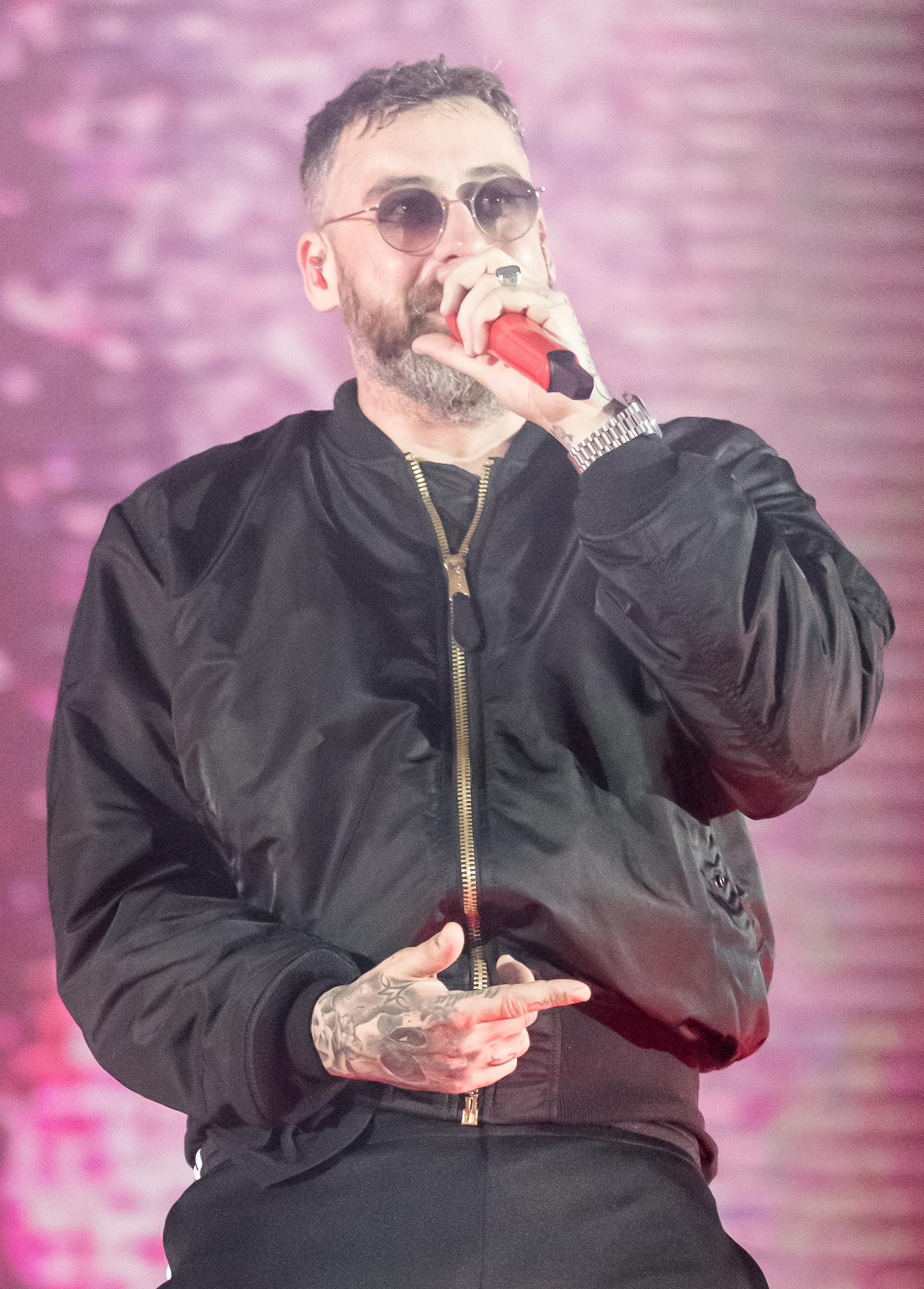
Sido (2020)

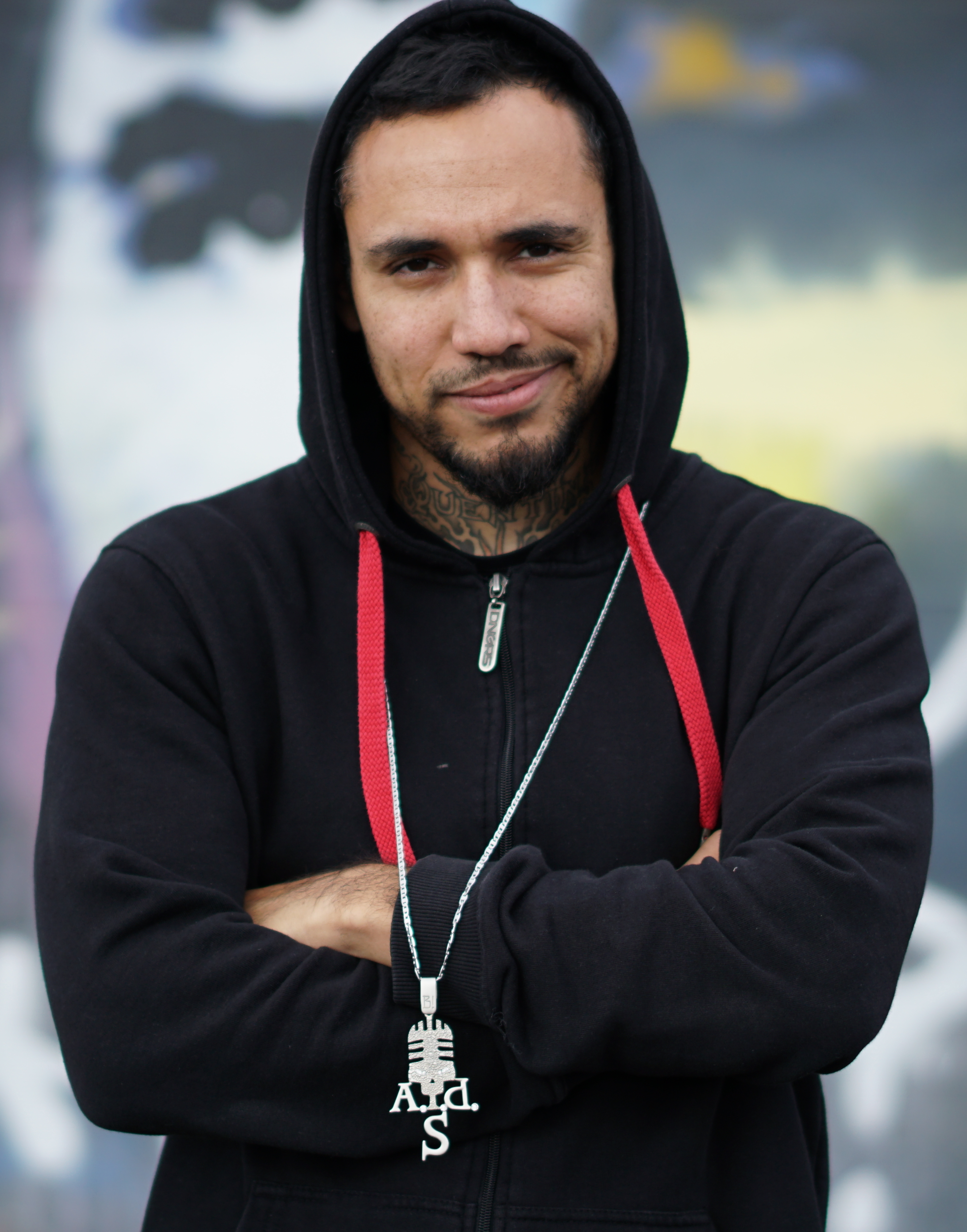
B-Tight (2016)

Die Rapper Sido und B-Tight, damals beide wohnhaft in Berlin im Märkischen Viertel, lernten sich im Jahr 1995 durch gemeinsame Freunde bei einem Musikwettbewerb in einem örtlichen Jugendklub kennen, bei dem sie einen Tonstudio-Workshop gewannen und von da an stetig mehr Kontakt aufbauten. Erste eigene Musik entstand folglich mithilfe einer Playstation-Spielkonsole und einem Vierspur-Audiorekorder. Später besuchten sie regelmäßig Open-Mic-Sessions in der Kellerkneipe bzw. dem späteren Independent-Label Royal Bunker (zuvor 	Mikrokosmos) und gründeten im Jahr 1998 im Zuge ihrer ersten dortigen Tape-Veröffentlichung namens Wissen~Flow~Talent das Rap-Duo Royal TS, wobei „Royal“ für „Royal Bunker“ und „TS“ für „Tight“ und „Sido“ stand.
Zu dieser Zeit gründete das Duo mit unter anderen den Rappern Bendt und Rhymin Simon die Rap-Gruppe Die Sekte, mit denen sie 1999 das Tape-Album Sintflows veröffentlichten. Neben dem Solo-Tape ...Sein Album von B-Tight veröffentlichten er und Sido in 2000 das Royal TS-Album Back in Dissniss. Bereits zur Zeit der Produktion von Back in Dissniss wurden die Sekte-Rapper mit der Label-Arbeit bei Royal Bunker unzufrieden, da Geschäftsführer Marcus Staiger sein geschäftliches Augenmerk ihrer Ansicht nach zu wenig auf die Sekte richtete. Im Juli des Jahres 2000 gab Royal Bunker offiziell die Trennung mit der Sekte bekannt und beendete den Vertrieb des Tapes Back in Dissniss welches die Sekte fortan selbst Vertrieb.
Im Jahr 2001 beschloss der Graffiti-Künstler Specter gemeinsam mit Halil Efe – Inhaber des Berliner Hip-Hop-Geschäfts Downstairs und dem Hip-Hop-Aktivisten Jens „Spaiche“ Ihlenfeld das Independent-Label Aggro Berlin zu gründen. Als erste Künstler erhielten die vier Rapper Sido, B-Tight, Rhymin Simon und Vokalmatador ein Vertragsangebot und veröffentlichten in dieser fortan „offiziellen“ neuen Sekte-Konstellation das Musikvideo Hältst du es aus?. Die übrigen Sekte-Rapper hatten zu dieser Zeit keine Ambitionen denselben Weg zu bestreiten. Aufgrund von Meinungsverschiedenheiten trennten sich Vokalmatador und Rhymin Simon jedoch vor Abschluss der Vertragsverhandlungen ebenso von der Sekte, womit einzig Sido und B-Tight als erste Künstler des Labels verpflichtet wurden und sich auf Anraten der Labelführung bald darauf von Royal TS in Alles ist die Sekte, kurz A.i.d.S., umbenannten.
Neben der in 2001 veröffentlichten Maxi-Single und der Sekte Splash Special-Edition von Das Mic & Ich erschien im Jahr 2002 das dritte Royal TS-Album Alles ist die Sekte – Album Nr. 3, welches sowohl musikalisch als auch grafisch die Umbenennung von Royal TS in Alles ist die Sekte ankündigte. Ein Jahr später folgte das A.i.d.S.-Mini-Album Garnich so schlimm!. Beide Künstler arbeiteten zeitgleich an einer Solo-Karriere und veröffentlichten unabhängig voneinander erfolgreiche Solo- oder Kollabo-Projekte. Des Weiteren trat „die Sekte“ ab dem Jahr 2003 mit neuer Besetzung erstmals auf dem Sampler Aggro Ansage Nr. 3 offiziell bestehend aus Sido, B-Tight, Bendt, Mesut, Fuhrman, MOK, Tony D und DJ Werd in Erscheinung.
Ende 2006 gründeten Sido und B-Tight das Independent-Label Sektenmuzik, über das neben weiteren Künstlern mehrere Rapper der Sekte Musik veröffentlichten. So erschien 10 Jahre nach der Veröffentlichung von Sintflows im November 2009 über eben dieses Label ein zweites Sekte-Album namens Die Sekte. Bald darauf wurde der Betrieb des Labels aufgrund von Unrentabilität auf unbestimmte Zeit pausiert und blieb schließlich inaktiv. Dies wiederum läutete den lautlosen Bruch der Sekte ein, wobei Sido und B-Tight in den folgenden Jahren nach wie vor vereinzelt als A.i.d.S. in Erscheinung traten. Auch ihre eigene Label-Heimat Aggro Berlin hatte im April 2009 bereits ebenso den Betrieb eingestellt.
Die zweite CD des im Jahr 2017 veröffentlichten Albums Wer hat das Gras weggeraucht? von B-Tight stellt eine Kompilation von Royal TS-Liedern aus der Zeit vor ihrem kommerziellen Durchbruch dar. Auf der Deluxe-Edition des 2018 veröffentlichten Albums A.i.d.S. Royal von B-Tight befindet sich eine EP mit 6 neuen A.i.d.S.-Liedern.

## Diskografie
Studioalben

| Jahr | Titel Musiklabel                               | Höchstplatzierung, Gesamtwochen, AuszeichnungChartplatzierungen (Jahr, Titel, Musiklabel, Platzierungen, Wochen, Auszeichnungen, Anmerkungen, Cover) | Höchstplatzierung, Gesamtwochen, AuszeichnungChartplatzierungen (Jahr, Titel, Musiklabel, Platzierungen, Wochen, Auszeichnungen, Anmerkungen, Cover) | Höchstplatzierung, Gesamtwochen, AuszeichnungChartplatzierungen (Jahr, Titel, Musiklabel, Platzierungen, Wochen, Auszeichnungen, Anmerkungen, Cover) | Anmerkungen                                                     | Cover |
| Jahr | Titel Musiklabel                               | DE | AT | CH | Anmerkungen                                                     | Cover |
| ---- | ---------------------------------------------- | --- | --- | --- | --------------------------------------------------------------- | ----- |
| 1998 | Wissen~Flow~Talent Royal Bunker                | — | — | — | Erstveröffentlichung: 1998 nur auf Tape als Royal TS            |       |
| 2000 | Back in Dissniss Royal Bunker                  | — | — | — | Erstveröffentlichung: 2000 nur auf Tape als Royal TS            |       |
| 2002 | Alles ist die Sekte – Album Nr. 3 Aggro Berlin | — | — | — | Erstveröffentlichung: 13. Mai 2002 auf CD und Tape als Royal TS |       |